# Marathon van Frankfurt 2010
De marathon van Frankfurt 2010 werd gelopen op zondag 31 oktober 2010. Het was de 29e editie van deze marathon.
Bij de mannen kwam de Keniaan Wilson Kipsang als eerste over de streep in 2:04.57. Hij verbeterde hiermee het parcoursrecord, dat sinds vorig jaar stond op 2:06.14. Zijn landgenote Caroline Kilel kwam van alle vrouwen het eerst over de finish in 2:23.25.

## Uitslagen

### Mannen
| rang   | naam                    | land | tijd    |
| ------ | ----------------------- | ---- | ------- |
| Goud   | Wilson Kipsang          | KEN  | 2:04.57 |
| Zilver | Tadese Tola             | ETH  | 2:06.31 |
| Brons  | Elias Kemboi Chelimo    | KEN  | 2:07.04 |
| 4      | Philip Sanga            | KEN  | 2:07.11 |
| 5      | Daniel Kipkorir         | UGA  | 2:08.24 |
| 6      | Terefe Maregu Zewdie    | ETH  | 2:09.03 |
| 7      | Ronald Kipchumba Rutto  | KEN  | 2:09.17 |
| 8      | Elijah Keitany Kiplagat | KEN  | 2:09.19 |
| 9      | Evans Kiplagat Barkowet | KEN  | 2:10.07 |
| 10     | Henry Sugut Kemo        | KEN  | 2:10.43 |

### Vrouwen
| rang   | naam                | land | tijd    |
| ------ | ------------------- | ---- | ------- |
| Goud   | Caroline Kilel      | KEN  | 2:23.25 |
| Zilver | Dire Tune           | ETH  | 2:23.44 |
| Brons  | Agnes Kiprop        | KEN  | 2:24.07 |
| 4      | Isabellah Andersson | SWE  | 2:25.10 |
| 5      | Mare Dibaba         | ETH  | 2:25.27 |
| 6      | Hilda Kibet         | NED  | 2:26.23 |
| 7      | Yuliya Ruban        | UKR  | 2:27.44 |
| 8      | Jelena Sokolova     | RUS  | 2:28.01 |
| 9      | Hellen Kimutai      | KEN  | 2:28.38 |
| 10     | Aniko Kalovics      | HUN  | 2:30.56 |

1981 ·
1982 ·
1983 ·
1984 ·
1985 ·
1986 ·
1987 ·
1988 ·
1989 ·
1990 ·
1991 ·
1992 ·
1993 ·
1994 ·
1995 ·
1996 ·
1997 ·
1998 ·
1999 ·
2000 ·
2001 ·
2002 ·
2003 ·
2004 ·
2005 ·
2006 ·
2007 ·
2008 ·
2009 ·
2010 ·
2011 · 
2012 · 
2013 · 
2014 · 
2015 · 
2016 · 
2017